# Jezera (Teslić)
Pour les articles homonymes, voir Jezera.
Jezera (en serbe cyrillique : Језера) est un village de Bosnie-Herzégovine. Il est situé dans la municipalité de Teslić et dans la république serbe de Bosnie. Selon les premiers résultats du recensement bosnien de 2013, il ne compte plus aucun habitant.
Avant la guerre de Bosnie-Herzégovine, le village faisait entièrement partie de la municipalité de Teslić ; après la guerre, son territoire a été partiellement rattaché à la municipalité de Zenica, intégrée à la fédération de Bosnie-et-Herzégovine.

## Démographie

### Évolution historique de la population dans la localité
| 1948 | 1953 | 1961 | 1971  | 1981  | 1991  | 2013 |
| ---- | ---- | ---- | ----- | ----- | ----- | ---- |
| -    | -    | 929  | 1 022 | 1 079 | 1 069 | 0    |

|  |